# Prefabbricato

Costruzione di una casa prefabbricata (clic qui per il video a velocità ridotta)

La prefabbricazione è il processo costruttivo dove gli elementi di una costruzione edilizia sono realizzati con ottica industriale, a piè d'opera o in fabbrica, e infine montati con procedure codificate.

## Storia
Con la nascita dell'industrializzazione, anche la costruzione edile inizia a preoccuparsi di migliorare i processi produttivi, introducendo nuovi materiali e nuove procedure costruttive. L'architetto Eugène Viollet-le-Duc (1814-79) può considerarsi il precursore di questa trasformazione, per aver teorizzato ed eseguito costruzioni in ghisa e ferro in contrasto con la tendenza architettonica del suo tempo: la Beaux-Arts. 
Ma con il Crystal Palace per la Grande Esposizione del 1851, progettato dall'architetto inglese e botanico sir Joseph Paxton (1803-1865), si iniziano a vedere quali vantaggi c'erano nell'impiegare nella costruzione parti costruite in officina.
Da allora si è assistito ad un continuo miglioramento delle costruzioni prefabbricate tanto da diventare una tecnica costruttiva impiegata massicciamente..
Questo è stato favorito dallo sviluppo dei macchinari di sollevamento di cantiere. Questo impiego diffuso è iniziato dopo la fine della seconda guerra mondiale quando le necessità di grandi volumi di costruzioni necessari per la ricostruzione ha spinto verso costruzioni di questo tipo. Questo si verificò principalmente in Francia, per volere dei produttori di cemento (Camus, Coignet) e nei Paesi del blocco comunista dove la rigida programmazione socialista spingeva verso costruzioni di massa. La qualità di queste esecuzioni è modesta e con molti difetti per la mancanza di una seria sperimentazione.
I problemi principali derivavano dai giunti tra elementi che dovevano garantire, una volta completata la costruzione, sia la tenuta sia la resistenza alle sollecitazioni e la durata nel tempo.
Questi giunti studiati dai singoli produttori rendevano il sistema costruttivo chiuso: era possibile utilizzare solo elementi dello stesso produttore. Per questo la prefabbricazione si è sviluppata per “sistemi”.

## Tipi
La prefabbricazione è possibile classificarla in diverse forme:
1. per luogo di esecuzione:
  - in stabilimento o officina: in tal caso l'elemento strutturale deve essere realizzato, depositato in un magazzino, trasportato nel cantiere, montato o assemblato.
  - in cantiere o a piè d'opera: viene costruito nei pressi dell'opera e depositato nelle vicinanze, fino al momento del montaggio, poi con una gru viene correttamente posizionato ed assemblato.
2. per materiale principale usato:
  - prefabbricazione pesante se eseguita in calcestruzzo armato o altri materiali terrosi.
  - prefabbricazione leggera se eseguita con profilati in acciaio, alluminio, legno, materie plastiche ed altri materiali ad alta resistenza.
3. per la geometria degli elementi base:
  - prefabbricazione lineare se eseguita con travi e pilastri
  - prefabbricazione piana o a pannelli se eseguita con elementi di facciata e elementi di solaio
  - prefabbricazione tridimensionale se eseguita con unità spaziali come vani abitativi, vani di servizio, scale.
4. per la portanza degli elementi:
  - portanti quando gli elementi costituiscono la struttura della costruzione
  - autoportanti quando gli elementi sono stabili ma non in condizione di portare altre parti.
  - portati quando gli elementi non creano una struttura portante ma sono parti che devono essere sorretti da una struttura autonoma
5. per tipo di giunto
  - a secco (saldato, imbullonato, ecc.)
  - a umido con getto di completamento
  - a trappola con elementi semplicemente accostati
  - con materiali sigillanti